# Mazurek f-moll op. 68 nr 4

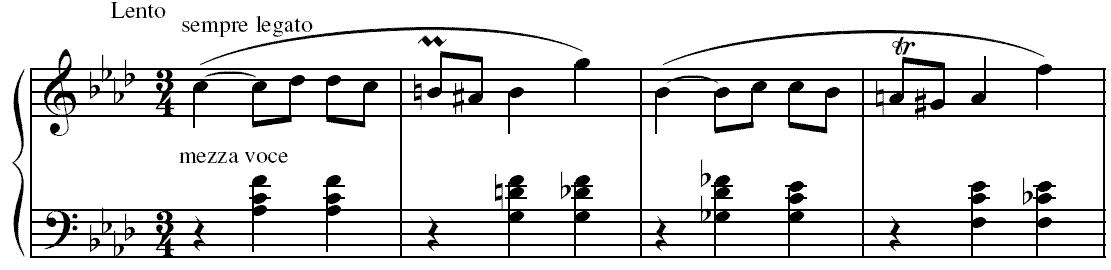
Pierwsze cztery takty według edycji Ekiera.

Mazurek f-moll op. 68 nr 4 – mazurek na fortepian, utwór napisany przez polskiego pianistę, kompozytora i pedagoga muzycznego okresu romantyzmu Fryderyka Franciszka Chopina (1810–1849). Z racji nieukończenia Mazurek jest uznawany za ostatnie dzieło kompozytora.

## Historia
Mazurek powstał prawdopodobnie na przełomie maja i lipca 1849 w ostatnim mieszkaniu artysty znajdującym się w Chaillot na przedmieściach Paryża (obecnie jest to część stolicy Francji, niedaleko nieistniejącego już mieszkania w okolicach znajduje się Pałac Chaillot). Chopin czuł się w owym okresie bardzo źle o czym świadczą m.in. jego listy do Wojciecha Grzymały:

Grać jeszcze nie zacząłem — komponować nie mogę — nie wiem, jakie siano będę jadł niedługo.

Gram coraz mniej ; pisać nic nie mogę.

Chopin pozostawił po sobie mało czytelny rękopis. Spowodowane to może być, tym, iż muzyk uznał swoją ostatnią próbę kompozytorską jako nieudaną lub po prostu zabrakło mu sił na poprawę i ponowne przepisanie utworu. W 1951 angielski muzykolog Arthur Hedley (1905–1969) dotarł do szkicu oraz kopii Mazurka (znajdowały się one u spadkobierczyni rodziny Franchomme'a - pani André-LeMire). Efektem była próba odtworzenia fragmentu kompozycji oznaczonego przez Chopina jako F dur, który (jako bardzo nieczytelny) pomijany był w dotychczasowych wydaniach. Mazurek w wersji Hedleya został kilkakrotnie wykonany publicznie. 1 września 1955 w Revue Musicale Suisse ukazał się artykuł Ludwika Bronarskiego (1890–1975) poświęcony ostatniej kompozycji Chopina. W 1961 w Krakowie nakładem Polskiego Wydawnictwa Muzycznego ukazała się książka Szkice chopinowskie napisana przez Bronarskiego zawierająca dokładną analizę Mazurka (jego szkic, kopię oraz pierwsze wydanie). W 1958 szkic oraz kopia zostały zakupione przez Towarzystwo im. Fryderyka Chopina w Warszawie.

## Budowa i charakter utworu
Mazurek op. 68 nr 4 to kompozycja w tonacji f-moll, w metrum trójdzielnym, o strukturze ABACA (do końca lat 70. XX wieku, czyli przed pełną rekonstrukcją szkicu dokonaną przez Ekiera, utwór znany i grany był w formie trzyczęściowej ABA). Część C jest utrzymana w jednoimiennej tonacji pokrewnej F-dur.

## Szkic
Szkic kompozycji składa się z jednej strony kremowego papieru nutowego (obecnie jest on pożółkły) o wymiarach 22 na 28,5 cm (14 pięciolinii). Zapis prócz notacji muzycznej (nie zawierającej znaków przykluczowych ani jakichkolwiek oznaczeń dynamicznych, agogicznych, artykulacyjnych czy wskazówek wykonawczych) posiada dwie adnotacje:
- F mol Maz. (sic!) - nad pierwszym taktem
- F dur - nad jedenastą pięciolinią
- Mazurka op. 68 No 4 en fa mineur - dolny margines ołówkiem

Obecnie rękopis przechowywany jest w Muzeum Fryderyka Chopina w Warszawie gdzie posiada sygnaturę M/235. Sygnatura F. 1481 (3) należy do fonoteki Narodowego Instytutu Fryderyka Chopina w Warszawie.

## Kopia Franchomme'a
Przyjaciel Chopina, francuski wiolonczelista i kompozytor Auguste Franchomme (1808–1884) ze szkicu Mazurka sporządził "czystą" kopię. Posłużyła ona innemu przyjacielowi Chopina, kopiście jego dzieł za życia oraz wydawcy dzieł po jego śmierci, polskiemu muzykowi Julianowi Fontanie (1810–1869) do wydania utworu drukiem. 18 czerwca 1852 szkocka pianistka i uczennica Chopina Jane Stirling napisała do siostry Chopina Ludwiki Jędrzejewiczowej:

Posyłam Pani (...) to, co Franchommem mógł odcyfrować z ostatniego Mazurka, pisanego przy ulicy Chaillot, a co powszechnie uważano za nie do odczytania. Wręczył mi to początkowo na dwóch kartkach papieru, nie odważając się połączyć obu części; jednak gdy dodać nutę (mi) w basie równocześnie z si - tworzy to całość.

## Pierwodruki
Mazurek został wydany przez Fontanę po raz pierwszy jako numer 4 opusu 68 wraz z trzema innymi mazurkami (nr 1: C-dur z lat 1829–1830; nr 2: a-moll z lat 1826–1827, nr 3: F-dur z lat 1829-1830) w maju 1855 w Berlinie nakładem wydawnictwa A.M. Schlesinger pod tytułem Quatre Mazurkas op. 68 (strona tytułowa posiada napis 3e LIVRAISON. QUATRE MAZURKAS No. 5-8. Op. 68). Nuty o numerze wydawniczym S. 4394 posiadały 11 stron.
Pierwsze wydanie francuskie ukazało się w lipcu 1855 w paryskim wydawnictwie J. Meissonnier pod tytułem Quatre Mazurkas des oeuvres posthumes de F. Chopin (strona tytułowa posiada napis QUATRE / Mazurkas / No. 5 à 8. / 3e. Livraison / des oeuvres posthumes / DE / F. CHOPIN / A.V. / (J.M. 3525)). Nuty o numerze wydawniczym J. M. 3525 posiadały 9 stron.

## Rekonstrukcja Ekiera
W połowie lat 70. XX wieku współczesny polski muzyk Jan Ekier postanowił dokonać pełnej rekonstrukcji szkicu. Efektem jego pracy są wydane w Krakowie w 1979 przez Polskie Wydawnictwo Muzyczne nuty owej kompozycji, w których największą zmianą jest dodanie 16 taktów nowej, nieznanej do tego czas, muzyki Chopina. Rekonstrukcja szkicu Chopina polegała na "skrupulatnym wczytaniu się w autograf-szkic Chopin" wraz z uwzględnieniem charakteru pisma artysty oraz stosowanych przez niego skrótów. Ekierowi nie udało się odtworzyć całej treści rękopisu dlatego w wydanych nutach wyszczególnione zostały miejsca problemowe, w których znajduje się notacja muzyczna nie mogąca być odtworzona z absolutną pewnością.
| lp. | Numer taktu | Partia     | Głos        | Część taktu     | Wariant I                                         | Wariant II                                                                                  |
| --- | ----------- | ---------- | ----------- | --------------- | ------------------------------------------------- | ------------------------------------------------------------------------------------------- |
| 1   | 24          | lewa ręka  | nie dotyczy | druga i trzecia | jedna pauza półnutowa                             | jeden akord ćwierćnutowy (es g des1) i jedno współbrzmienie ćwierćnutowe (es des1)          |
| 2   | 25          | lewa ręka  | nie dotyczy | druga           | jedna pauza ćwierćnutowa                          | jedno współbrzmienie ćwierćnutowe (es c1)                                                   |
| 3   | 27          | lewa ręka  | nie dotyczy | druga i trzecia | jedna pauza półnutowa                             | dwa akordy ćwierćnutowe (dwa razy g c1 es1)                                                 |
| 4   | 28          | lewa ręka  | nie dotyczy | druga i trzecia | jedna pauza półnutowa                             | jeden akord ćwierćnutowy (g h1) zagrany staccato i jedno współbrzmienie ćwierćnutowe (g f1) |
| 5   | 29          | lewa ręka  | nie dotyczy | druga i trzecia | jedna pauza ćwierćnutowa                          | jedno współbrzmienie ćwierćnutowe (g es1) i jeden akord ćwierćnutowy (g c1 es1)             |
| 6   | 53          | lewa ręka  | nie dotyczy | druga           | jedna pauza ćwierćnutowa                          | jedno współbrzmienie ćwierćnutowe (es c1)                                                   |
| 7   | 66          | lewa ręka  | dolny       | cały takt       | jedna nuta półnutowa c i jedna pauza ćwierćnutowa | jedna nuta półnutowa z pojedyncza kropką                                                    |
| 8   | 72          | prawa ręka | dolny       | druga           | jedno współbrzmienie ćwierćnutowe (b des1)        | jedno współbrzmienie ćwierćnutowe (h des1)                                                  |
| 9   | 73          | lewa ręka  | dolny       | cały takt       | jedna nuta półnutowa c i jedna pauza ćwierćnutowa | jedna nuta półnutowa z pojedyncza kropką                                                    |

## Różnice między poszczególnymi wersjami
| lp. | Numer taktu | Szkic Chopina                                                                | Kopia Franchomme'a | Wersja Fontany | Rekonstrukcja Ekiera                                                       |
| --- | ----------- | ---------------------------------------------------------------------------- | --- | --- | -------------------------------------------------------------------------- |
| 1   | 2 i 4       | -                                                                            | Partia prawej ręki: w takcie 2 i 4 mamy tryl.                                                                              | Partia prawej ręki: w takcie 2 mamy tryl a w 4 mordent.                                                                  | Partia prawej ręki: w takcie 2 mamy mordent a w 4 tryl.                    |
| 2   | 7           | -                                                                            | Dolny głos partii lewej ręki: dolny głos zostaje opuszczony. Najwyższa nuta partii lewej ręki odczytana zostaje jako des1. | Najwyższa nuta partii lewej ręki odczytana zostaje jako des1.                                                            | Najwyższa nuta partii lewej ręki odczytana zostaje jako c1.                |
| 3   | 11          | -                                                                            | Partia lewej ręki: akordy identyczne jak w takcie 3.                                                                       | - | Partia lewej ręki: pierwszy akord g des1 fes1, drugi akord: ges des1 fes1. |
| 4   | 13          | Partia lewej ręki: błąd harmoniczny w dwóch akordach (geses1 zamiast eses1). | Partia lewej ręki: geses1 odczytane zostało jako es1.                                                                      | Partia lewej ręki: geses1 w pierwszym akordzie odczytane zostało jako es1. a w drugim jako eses1.                        | Partia lewej ręki: geses1 odczytane zostało jako eses1.                    |
| 5   | 14          | -                                                                            | - | Partia prawej ręki: pierwsze as1 ze szkicu zamienione na g1. Łuk łączący nuty enharmoniczne as1 gis1 zostaje opuszczony. | -                                                                          |
| 6   | 16          | -                                                                            | - | Partia lewej ręki: akordy ze szkicu zamienione na dwudźwięki takie same jak w takcie 18.                                 | -                                                                          |
| 7   | 17          | -                                                                            | Partia lewej ręki: pauza w trzeciej części taktu.                                                                          | - | -                                                                          |
| 8   | 19          | -                                                                            | Partia lewej ręki: w trzeciej części taktu do kwinty f c1 dodane es1.                                                      | Partia lewej ręki: w trzeciej części taktu do kwinty f c1 dodane es1.                                                    | -                                                                          |
| 9   | 30 i 31     | -                                                                            | Partia prawej ręki: w dolnym głosie łuk łączący oba takty (nuta c2) zostaje opuszczony.                                    | - | -                                                                          |
| 10  | 31 i 32     | -                                                                            | Partia prawej ręki: w górnym głosie dodany zostaje łuk łączący oba takty (nuta g2).                                        | Partia prawej ręki: w górnym głosie dodany zostaje łuk łączący oba takty (nuta g2).                                      | -                                                                          |
| 11  | 34          | -                                                                            | Partia lewej ręki: dodanie do nuty e1 tercji dolnej c1 w trzeciej części taktu.                                            | - | -                                                                          |
| 12  | 37          | -                                                                            | Partia lewej ręki: zamienienie pauzy na des1 w pierwszej części taktu.                                                     | - |                                                                            |
| 13  | od 37 do 39 | -                                                                            | Partia lewej ręki: w dolnym głosie dodany łuk dla nut o tej samej wysokości.                                               | - | -                                                                          |